# دی‌بی‌اس بانک

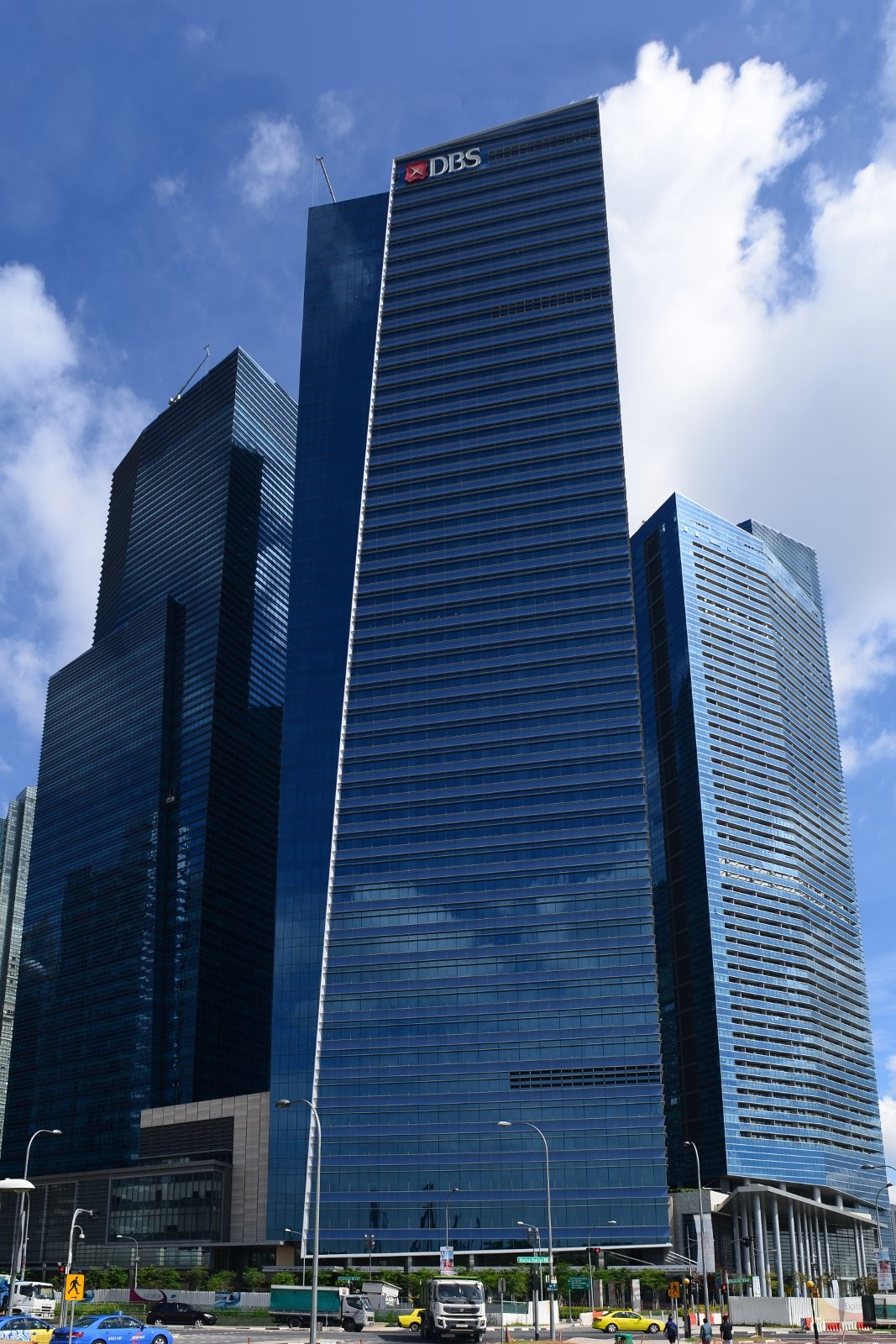
ساختمان شعبه مرکزی دی‌بی‌اس بانک

دی‌بی‌اس بانک (به انگلیسی: DBS Bank) شرکت خدمات مالی و بانکداری سنگاپوری است، که به‌عنوان بزرگترین بانک آسیای جنوب شرقی شناخته می‌شود.
دی‌بی‌اس بانک در سال ۱۹۶۸ تأسیس شد و در حال حاضر مالک شبکه‌ای از ۲۵۰ شعبه و بیش از ۱٫۱۰۰ دستگاه خودپرداز در کشورهای چین، امارات متحده عربی، هنگ کنگ، هند، اندونزی، ژاپن، کره جنوبی، مالزی، میانمار، فیلیپین، تایوان، تایلند، ویتنام، بریتانیا و ایالات متحده آمریکا می‌باشد. شعبه مرکزی این بانک در سنگاپور قرار دارد و بخشی از سهام آن در بازارهای بورس نیویورک و بورس سنگاپور معامله می‌شود. شرکت‌های تماسک، یونایتد اورسیز بانک، سیتی‌بانک و بی‌ان‌پی پاریبا مالک اکثریت سهام بانک دی‌بی‌اس می‌باشند.